# The Raspberries
The Raspberries was een Amerikaanse pop/rockband uit Cleveland, die werd opgericht in 1970 in Mentor.

## Bezetting

### Oprichters
- Eric Carmen (* 11 augustus 1949 in Cleveland, Ohio) – (zang, gitaar, basgitaar)
- Wally Bryson (* 18 juli 1949 in Gastonia, North Carolina) – (gitaar)
- John Aleksic (basgitaar, tot maart 1971)
- Jim Bonfanti (* 17 december 1948 in Winber, Pennsylvania) – (drums, tot 1974)

### Latere leden
- David Smalley (* 10 juli 1949 in Oil City, Pennsylvania) – (ritmegitaar, basgitaar, vanaf 1971 voor Aleksic)
- Scott McCarl (basgitaar, vanaf 1974 voor Smalley)
- Michael McBride (drums, vanaf 1974 voor Bonfanti)

## Geschiedenis
Singer-songwriter Eric Carmen en Jim Bonfanti waren al eind jaren 1960 als leden van de bands Cyrus Erie en The Choir plaatselijk bekende popmuzikanten. In 1970 formeerden ze The Raspberries. Wally Bryson en John Aleksic, beiden ook vroegere leden van The Choir, completeerden de eerste bezetting van de formatie, die in oktober van dat jaar hun live-debuut had. Met hun korte haren, de passende kostuums en een sound, die deed denken aan The Beatles, onderscheidden ze zich van het toentertijd plaatselijk dominerende hardrock-circuit van Cleveland. Al na enkele optredens ontwikkelde de band zich tot een van de populairste live-acts van de streek. Na de productie van de eerste demo verliet Aleksic in maart 1971 de band en werd vervangen door Dave Smalley en Carmen ging basgitaar spelen.
Producent Jimmy Ienner werd opmerkzaam op de demotape, waardoor meerdere grote labels interesse toonden aan The Raspberries. Uiteindelijk tekende de band een contract bij Capitol Records en bracht in het voorjaar van 1972 het debuutalbum Raspberries uit, dat de Billboard 200 (#51) haalde. De voorgaande single Don't Want to Say Goodbey werd een kleine hit en plaatste zich in de Amerikaanse pophitlijst (#86). De uiteindelijke doorbraak kwam in mei van dat jaar met de navolgende single Go All the Way met van The Who geïnspireerd gitaarspel en harmonische zang in de stijl van The Beach Boys. Het nummer plaatste zich in de Amerikaanse hitlijst (#5) en werd onderscheiden met goud. Voor begin van de productie van het nieuwe album ruilden Carmen en Smalley hun taken van gitaar en basgitaar.
In november 1972 verscheen het album Fresh, dat zich in de Billboard-hitlijst plaatste (#36) met de hits I Wanna Be With You (#16) en Let's Pretend (#35). Ondanks het voortdurende succes ontstonden spanningen binnen de band, omdat Carmen in creatieve belangen domineerde en songwriter-bijdragen van Bryson en Smalley daardoor werden genegeerd. Derhalve klonk het album Side 3 (1973) agressiever dan zijn voorgangers en miste dit de top 100 van de albumhitlijst (#128), maar kreeg met Tonight (#69) en I'm a Rocker (#94) wel twee hitsingles. Na een geslaagd optreden in de Carnegie Hall verlieten Smalley en Bonfanti de band om de band Dynamite te formeren. Ter vervanging kwamen Scott McCarl en Michael McBride (ex Cyrus Erie).
Met het in september 1974 uitgebrachte album Starting Over verminderde het succes verder. De plaat kwam slechts als #143 in de hitlijst en kreeg met Overnight Sensation (Hit Record) slechts een single, die de sprong in de Amerikaanse hitlijst haalde. De aanhoudende ruzie tussen Carmen en Bryson leidde vervolgens ertoe, dat de band meermaals optrad als trio, wat in 1975 uiteindelijk leidde tot de ontbinding van The Raspberries. Carmen begon daarna een solocarrière en maakte met McBride aan de drums zijn debuutalbum. Zijn grootste hits waren All By Myself (1975) en Hungry Eyes (1987). Bryson werd in 1976 vervolgens lid van de band Tattoo en wisselde in 1978 voor drie albums naar de powerpop-band Fotomaker.
In 1999 ontmoetten Smalley, Carmen, Bryson en Bonfanti elkaar weer, waardoor het gerucht de ronde deed over een reünie van The Raspberries. Enkele maanden later speelden drie van de vier leden bij de 80ste verjaardag van de rockjournaliste Jane Scott. Daarna bevestigde het Billboard-magazine een reünie-tournee, die echter niet plaatsvond, omdat Carmen zich verder wilde concentreren op zijn werk als solist. Bryson, Smalley en McCarl besloten in 2000 om als trio verder te gaan met The Raspberries. In 2004 kwam er uiteindelijk een reünie van dit trio met Eric Carmen. In deze bezetting gaf de band enkele concerten met als laatste in december 2007 voor 2000 fans in Cleveland. In 2009 speelde de band tijdens een VIP-concert in de Rock and Roll Hall of Fame.

## Discografie

### Singles
- 1972:	Don't Want to Say Goodbye
- 1972:	Go All the Way
- 1972:	I Wanna Be with You
- 1973:	Let's Pretend
- 1973:	Tonight
- 1973:	I'm a Rocker
- 1974:	Overnight Sensation (Hit Record)
- 1974: Ecstasy
- 1974: Drivin' Around
- 1974: Cruisin' Music
- 1974: Partys Over

### Studio-albums
- 1972:	Raspberries
- 1972:	Fresh
- 1973:	Side 3
- 1974:	Starting Over

### Live-albums
- 2007: Live on Sunset Strip (2 cd's + dvd)
- 2017: Pop Art Live (2 cd's)

### Compilaties
- 1976:	Raspberries Best feat. Eric Carmen
- 1987: Overnight Sensation: The Very Best of the Raspberries
- 1988: Lil' Bit of Gold
- 1991: Capitol Collectors Series
- 1995: Greatest Hits
- 1996: Power Pop Volume Two
- 2000: Greatest Hits
- 2002: The Very Best of the Raspberries
- 2003: Back2Back Rock Hits (splitalbum met The Babys; elk 5 nummers)
- 2005: Greatest
- 2015: Classic Album Set (4 cd-box)

### NPO Radio 2 Top 2000
| Nummer met noteringen in de NPO Radio 2 Top 2000 | '99  | '00 | '01  | '02 | '03  | '04  | '05  | '06  | '07 | '08  |
| ------------------------------------------------ | ---- | --- | ---- | --- | ---- | ---- | ---- | ---- | --- | ---- |
| Don't Want to Say Goodbye                        | 1306 | 771 | 1645 | 986 | 1158 | 1429 | 1236 | 1751 | -   | 1758 |

1. ↑  Een '-' betekent dat het nummer niet was genoteerd en een vetgedrukt getal geeft de hoogste notering aan.
2. ↑  Deze tabel is bijgewerkt tot en met de laatste editie (2024).